# 西胡纳潟湖县
西胡纳潟湖县，冰岛的一个传统县，位于西北区。